# باول كي
باول كي (بالإنجليزية: Paul Kee)‏ (8 نوفمبر 1969 في المملكة المتحدة - ) هو لاعب كرة قدم بريطاني في مركز حراسة المرمى. شارك مع منتخب أيرلندا الشمالية تحت 21 سنة لكرة القدم ومنتخب أيرلندا الشمالية لكرة القدم. أما مع النوادي، فقد لعب مع أردز وأكسفورد يونايتد وغلينتوران ونادي ريدنغ ونادي كروسيدرز ونادي لينفيلد وكوبه رامبلرز ‏ ونادي ويمبلدون وCarrick Rangers F.C. ‏ وبرينتوود تاون ونادي بانغور.

## وصلات خارجية
- باول كي على موقع قاعدة بيانات كرة القدم.إي يو (الإنجليزية)